# Eremias afghanistanica
Eremias afghanistanica är en ödleart som beskrevs av Böhme och Scerbak 1991. Eremias afghanistanica ingår i släktet löparödlor och familjen lacertider. Inga underarter finns listade i Catalogue of Life.
Arten förekommer i bergstrakten Hindukush i Afghanistan. Honor lägger antagligen ägg. Exemplar hittades i några från varandra skilda områden mellan 2000 och 3000 meter över havet. På grund av artens morfologiska egenskaper är den bättre anpassad till ett liv i bergstrakter än andra löparödlor. Annars är inget känt om artens levnadssätt.
I artens utbredningsområde lever endast ett fåtal människor. Troligtvis har Eremias afghanistanica en större utbredning än hittills känd. IUCN listar arten som livskraftig (LC).